# Le Labyrinthe de Pan
Pour plus de détails, voir Fiche technique et Distribution.
Le Labyrinthe de Pan (en espagnol : El laberinto del fauno) est un film de fantaisie sombre historique, aventure, drame, horreur, guerre et thriller hispanique-mexicain écrit, produit et réalisé par Guillermo Del Toro, sorti en 2006. Il est co-produit par Alfonso Cuarón, Bertha Navarro, Frida Torresblanco et Álvaro Augustín.
Le film se déroule cinq années après la Guerre Civile Espagnole et son personnage principal, la jeune Ofelia obsédée par les livres de contes des fées, se voit désignée par un faune comme la princesse d'un monde souterrain. Elle doit réussir trois épreuves dangereuses pour le regagner tandis que sa mère, enceinte, est de plus en plus malade et que son beau-père, le cruel capitaine Vidal, traque la guérilla anti-franquiste de la région.
L'histoire est une parabole inspirée par les contes de fées dans laquelle del Toro explore des thèmes qu'il avait déjà évoqués dans L'Échine Du Diable (2001). Les traductions en français et en anglais du titre du film font référence au dieu Pan de la mythologie grecque mais del Toro a précisé que ces traductions étaient inexactes et que le faune du film n'avait aucun rapport avec ce dieu.
Tourné dans le massif montagneux de Guadarrama en Espagne en 2005, le film est présenté pour la première fois au festival de Cannes 2006 où il a reçu une ovation de 22 minutes. Le film, distribué par Warner Bros. Pictures, est sorti en salles le 11 octobre en Espagne et le 20 octobre au Mexique. C'est un succès à la fois commercial et critique, le film ayant été acclamé notamment pour ses effets visuels et son maquillage, sa réalisation, son scénario, sa photographie, sa bande originale, sa scénographie et les performances de sa distribution. Il a rapporté 83 millions de dollars au box-office mondial contre un budget de 19 millions et a remporté de nombreuses récompenses, dont trois Oscars, trois BAFTA, dont celui du meilleur film non-anglophone, le Prix Ariel du meilleur film et le Prix Hugo de la meilleure présentation dramatique (format long).

## Synopsis
Au printemps 1944, la guerre d'Espagne est achevée depuis cinq ans, et l'Espagne est désormais sous la coupe de Franco. Les maquisards se terrent dans les montagnes. La jeune Ofelia, une enfant rêveuse aimant les contes de fées, voyage avec sa mère Carmen, enceinte et de constitution fragile. Celle-ci est partie rejoindre son nouveau mari, le tyrannique et sanguinaire capitaine Vidal de l'armée franquiste, qui a pour tâche d'éliminer la résistance des maquisards dans la région. La nuit de son arrivée, Ofelia est guidée par un étrange insecte qu'elle prend pour une fée, et découvre au cœur d'un antique labyrinthe voisin de sa nouvelle maison un faune inquiétant. Il lui révèle qu'elle serait la réincarnation de la princesse Moanna, du monde souterrain et égarée sur la Terre. Pour en être certaine et afin de retrouver ses vrais parents, Ofelia doit réussir trois épreuves. Pendant ce temps, Vidal assassine sauvagement deux paysans qu'il suspecte d'être affiliés à la guérilla anti-franquiste.
Ofelia devient très vite proche de Mercedes, la gouvernante, qui espionne pour le compte des maquisards (tout comme le docteur chargé de soigner Carmen). Elle réussit la première épreuve, qui consiste à récupérer une clé gardée par un crapaud géant vivant sous un arbre. L'état de santé de Carmen s'aggrave quand elle manque de faire une fausse couche. Le faune donne alors à Ofelia une racine de mandragore à placer sous le lit de sa mère et Carmen reprend très vite des forces. Ofelia, guidée par trois fées, va ensuite dans la tanière d'un ogre (l'homme pâle) pour y prendre un poignard. Allant à l'encontre des recommandations du faune, Ofelia mange des raisins qui sont sur la table devant laquelle l'ogre est endormi. Cela le réveille instantanément et Ofelia ne peut s'échapper que grâce au sacrifice de deux des trois fées. Le faune, très fâché, refuse alors de révéler la troisième et dernière épreuve à Ofelia. Vidal, de son côté, livre un combat contre les maquisards et en capture un. Il le torture mais le docteur l'euthanasie avant qu'il ne puisse révéler tout ce qu'il sait à Vidal. Celui-ci tue alors le docteur.
Le capitaine Vidal découvre la racine de mandragore cachée sous le lit de sa femme et entre dans une grande fureur. Carmen jette la racine dans le feu. Elle meurt peu après en donnant naissance à un fils. Vidal capture Mercedes et Ofelia qui tentaient de s'enfuir, mais Mercedes réussit à s'évader après avoir blessé le capitaine en lui ouvrant la joue avec son couteau. Le faune donne à Ofelia une dernière chance et lui demande d'apporter le nouveau-né dans le labyrinthe. Ofelia s'exécute mais elle est poursuivie par Vidal, tandis que les maquisards attaquent le campement. Le faune dit à Ofelia que le portail pour le monde souterrain ne peut s'ouvrir qu'avec le sang d'un innocent, mais Ofelia refuse de faire du mal à son frère. Vidal arrive ; le faune est invisible à ses yeux. Vidal s'empare de son fils puis tire à bout portant sur Ofelia. Les maquisards victorieux l'attendent à la sortie du labyrinthe. Après avoir récupéré le bébé des bras du capitaine vaincu, Mercedes assure à Vidal que son fils ne saura jamais rien de lui, et ce dernier est abattu d'une balle dans la tête. Mercedes découvre ensuite Ofelia, mourante. Son sang tombe sur l'autel, ce qui ouvre le portail. Dans le monde souterrain, le roi et la reine (portant les traits de sa mère décédée) accueillent leur fille en lui expliquant qu'elle a réussi la dernière épreuve, versant son sang à la place de celui du nouveau-né. À la surface, Ofelia rend son dernier souffle dans les bras de Mercedes éplorée, qui lui fredonne une vieille berceuse dont elle a oublié les paroles.

## Fiche technique
- Titre original : El laberinto del fauno

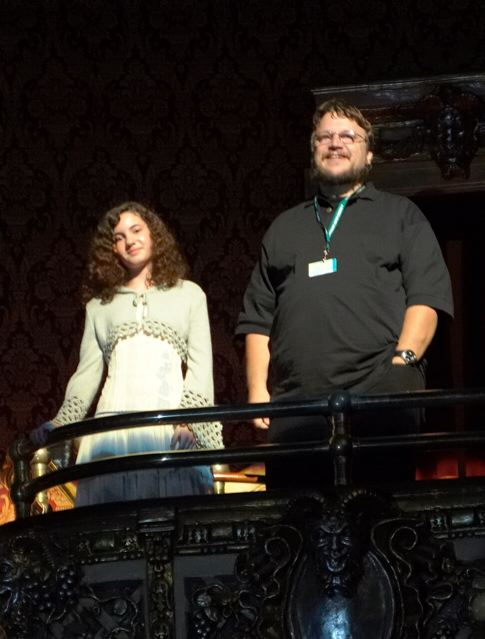
Ivana Baquero et Guillermo del Toro pour une standing ovation lors de l'avant-première du film le 10 septembre 2006 au Festival international du film de Toronto.

- Titre français : Le Labyrinthe de Pan
- Réalisation : Guillermo del Toro
- Scénario et dialogues : Guillermo del Toro
- Musique : Javier Navarrete
- Décors : Eugenio Caballero
- Costumes : Lala Huete
- Photographie : Guillermo Navarro
- Montage : Bernat Vilaplana
- Production : Álvaro Augustín, Alfonso Cuarón, Bertha Navarro, Guillermo del Toro et Frida Torresblanco
- Sociétés de production : Estudios Picasso, Tequila Gang, Esperanto Filmoj, Sententia Entertainment
- Société de distribution : Warner Bros. Pictures
- Budget : 19 000 000 US$[4]
- Pays d'origine :  Espagne,  Mexique[1]
- Langue originale : espagnol
- Formats : couleurs – 1,85:1 – son Dolby Digital – 35 mm
- Genre : fantasy
- Durée : 118 minutes
- Dates de sortie :
  - France : 27 mai 2006 (Festival de Cannes) ; 1er novembre 2006 (sortie nationale)
  - Espagne : 11 octobre 2006
  - Mexique : 20 octobre 2006
  - Belgique : 22 novembre 2006
  - Canada : 19 janvier 2007
- Classification : Interdit aux moins de 12 ans en France[N 1] et en Espagne, KNT en Belgique[N 2], 13+ au Québec[N 3]

## Distribution
- Ivana Baquero (VF : Isabelle Gardien) : Ofelia / Princesse Moanna
- Doug Jones (VF : Yves-Marie Maurin) : Le faune / l'homme pâle
- Sergi López (VF : lui-même) : Le capitaine Vidal
- Maribel Verdú (VF : Anne Dolan) : Mercedes
- Ariadna Gil (VF : Dominique Léandri) : Carmen / La reine du monde souterrain
- Álex Angulo (VF : Christophe Garcia) : Le docteur Ferreiro
- Roger Casamajor : Pedro
- Manolo Solo : Garces
- Federico Luppi : Le roi du monde souterrain
- Chani Martín : Trigo

Sources et légende : Version française selon le carton de doublage français.

## Production

### Développement du projet

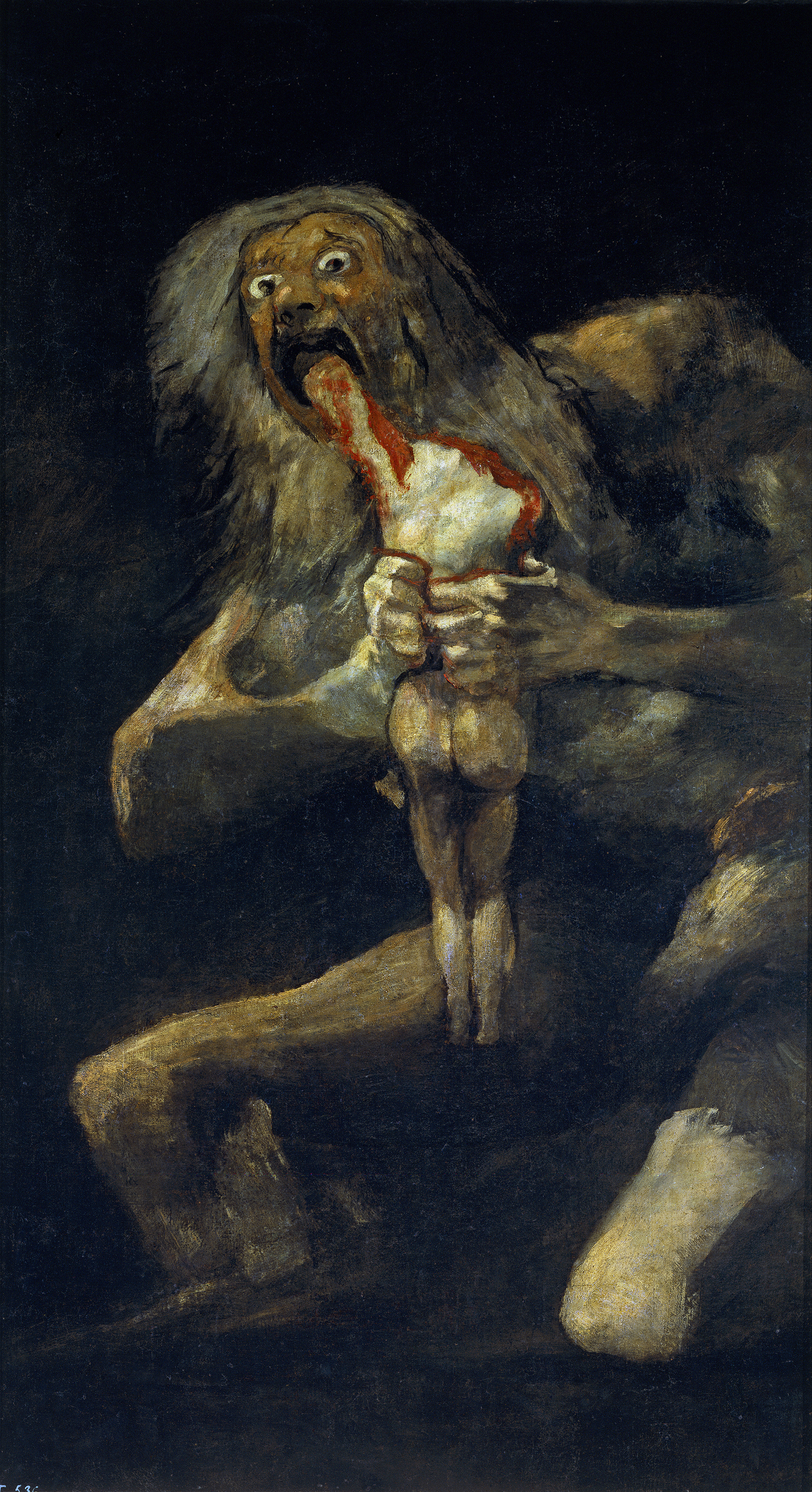
Saturne dévorant un de ses fils, Francisco de Goya, 1819-1823, Musée du Prado (Madrid), qui a inspiré la scène où l'homme pâle dévore une fée.

Le concept du Labyrinthe de Pan est issu du carnet de notes de Guillermo del Toro, que depuis vingt ans il remplit de « griffonnages, d'idées, de dessins et d'éléments d'intrigues ». Au départ, del Toro comptait écrire l'histoire d'une femme enceinte tombant amoureuse d'un faune qui lui demandait à la fin de sacrifier son enfant pour qu'ils puissent vivre ensemble éternellement. L'idée du faune lui vient des rêves lucides qu'il faisait étant enfant : toutes les nuits, à minuit, il lui semblait se réveiller et il voyait un faune sortir de derrière l'horloge de son grand-père. À l'origine, le faune devait être un beau faune classique, mi-homme, mi-bouc. Finalement, il devint une créature mystérieuse au visage de bouc, faite de terre, de mousse, de lierre et d'écorce d'arbre, à laquelle de nombreux indices montrent qu'il ne faut pas se fier.
Del Toro souhaitait inclure un conte de fées qu'Ofelia raconterait à son frère pas encore né. L'histoire aurait parlé d'un dragon nommé Varanium Silex, gardien d'une montagne entourée de ronces ; au sommet de la montagne, une rose bleue donne l'immortalité. Mais les hommes, préférant éviter la douleur que recevoir l'immortalité, seraient dissuadés par le dragon et les ronces. Bien que la scène soit importante du point de vue du thème, elle est réduite à la rose bleue, le dragon étant supprimé pour des raisons budgétaires. Pour diriger la photographie du film, del Toro fait appel à Guillermo Navarro, l'un de ses collaborateurs réguliers.
Le film est financé à 78 % par la société de production espagnole Estudios Picasso et à 22 % par les compagnies mexicaines Tequila Gang et Esperanto Filmoj, dirigées respectivement par Guillermo del Toro et Alfonso Cuarón.

### Choix des interprètes
Pour le rôle principal d'Ofelia, une centaine de jeunes candidates passent des auditions. Del Toro a écrit le rôle en ayant en vue une actrice âgée de 8 ou 9 ans, et Ivana Baquero est un peu plus âgée et a des cheveux bouclés que del Toro n'imaginait pas pour le personnage. Mais son audition est tellement bonne que del Toro réécrit légèrement le scénario pour l’accommoder à l'âge de l'actrice, alors que Baquero se fait lisser les cheveux pour son rôle. Del Toro envoie à Baquero des comics et des contes de fées pour qu'elle s'imprègne au mieux de son personnage.
Doug Jones, qui a déjà travaillé avec del Toro sur Mimic et Hellboy, est contacté par le réalisateur pour jouer le double rôle du faune et de l'homme pâle, que « lui seul peut interpréter » selon del Toro. Jones accepte mais découvre ensuite que le film est en espagnol, langue qu'il ne parle pas du tout. Il insiste néanmoins pour apprendre et dire lui-même les dialogues, plutôt que d'être doublé au montage, mettant à profit ses cinq heures de maquillage quotidiens pour répéter. Del Toro décide finalement de faire un doublage avec un acteur de théâtre expérimenté, mais les efforts de Jones n'ont pas été vains, car le comédien chargé de le doubler peut ainsi s'accorder facilement à ses mouvements de bouche.
Del Toro rencontre Sergi López un an et demi avant le début du tournage pour lui proposer le rôle du capitaine Vidal malgré les réticences des producteurs espagnols, qui considèrent López plutôt comme un acteur de comédies ou de mélodrames. López explique à propos de sa rencontre avec del Toro que celui-ci lui a parlé du film en détail pendant deux heures et demie alors qu'il n'avait pas encore écrit une ligne du scénario. Il accepte le rôle et reçoit le script un an plus tard, le trouvant totalement similaire à ce que del Toro lui en avait dit. Au sujet de Vidal, López explique : « C'est le personnage le plus malfaisant que j'ai joué au cours de ma carrière. Il est si bien écrit qu'il est impossible d'en rajouter. Vidal est dérangé, c'est un psychopathe qu'il est impossible de défendre. Même si la personnalité de son père a marqué son existence, et c'est certainement l'une des raisons de sa folie, ça ne peut pas être une excuse. Cela paraitrait très cynique de s'en servir pour justifier ou expliquer ses actes de cruauté et de couardise. Je trouve très bien que le film n'accorde aucune justification au fascisme ».

### Tournage

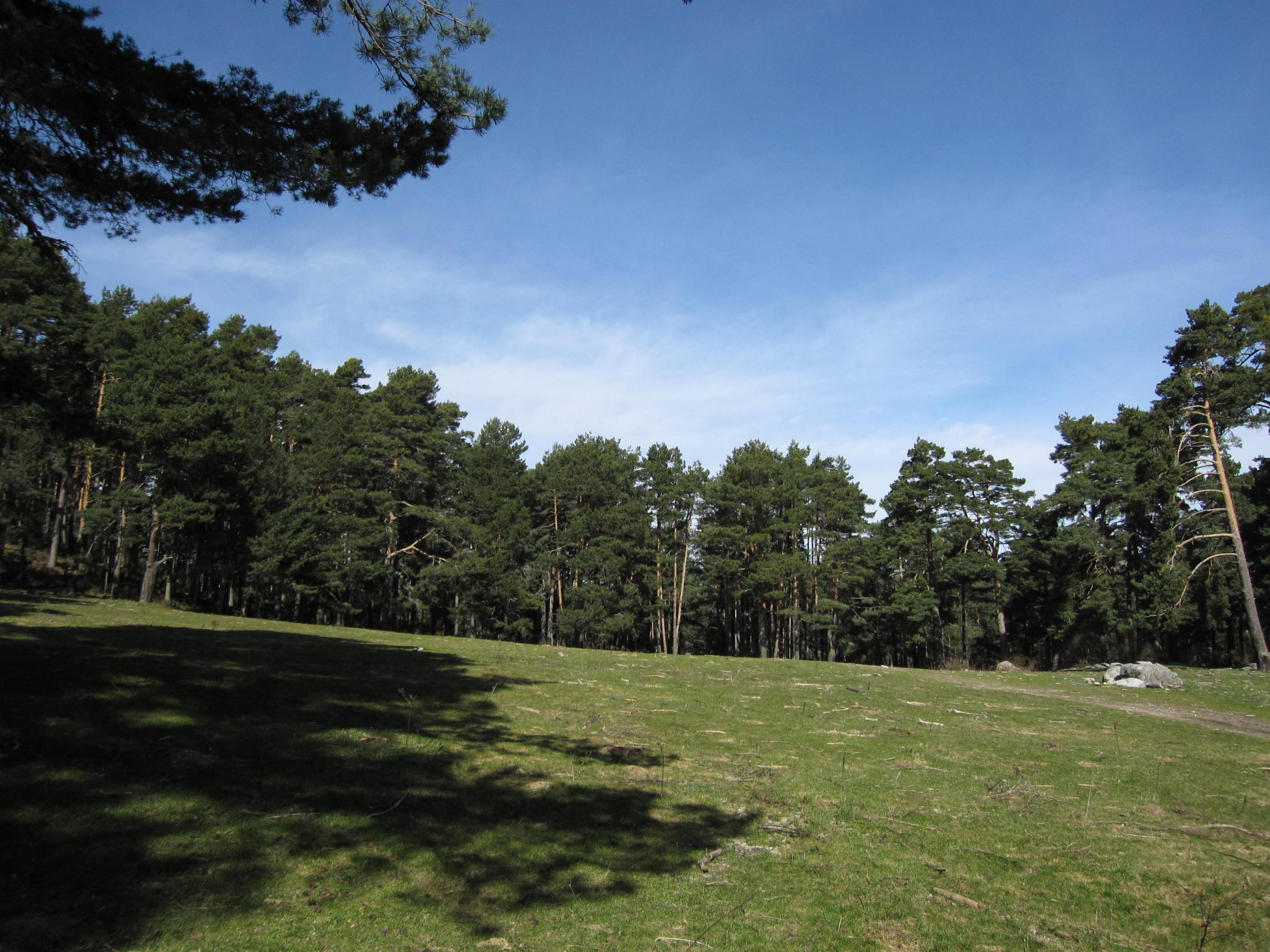
Forêt de pins près de Ségovie où a été tournée une grande partie du film.

Le tournage du film se déroule à Belchite, El Espinar, Ségovie et dans la Sierra de Guadarrama en Espagne de juillet à octobre 2005. La région de Ségovie connaît durant ces mois une période de grande sécheresse, ce qui complique le tournage de certaines scènes, notamment en raison des risques d'incendies. Les scènes comportant des explosions et des coups de feu sont donc entièrement retravaillées en postproduction pour les ajouter et des décors naturels sont modifiés par l'équipe de décoration afin de les rendre plus humides et moussus.
Del Toro et Navarro travaillent beaucoup sur l'esthétique du film, le réalisateur privilégiant les images par rapport aux dialogues. Ainsi, même sur les plans fixes, le directeur de la photographie imprime la plupart du temps de légers mouvements de caméra pour que l'image se déplace presque imperceptiblement.
Tous les décors sont construits spécifiquement pour le film, aucun n'existait auparavant. Cela demande donc un important travail en amont de l'équipe artistique qui est chargée de les créer. Le moulin servant de quartier général à Vidal, le labyrinthe et la fosse profonde de quatre mètres qu'il y a en son centre, et le train qui a déraillé sont les décors demandant le plus de travail. Selon del Toro, le moment le plus critique du tournage a été la scène de la confrontation d'Ofelia avec le crapaud géant. Il était en effet prévu que le crapaud soit beaucoup plus mobile et un grand décor avait été construit pour ses déplacements. Mais le crapaud s'avère trop lourd pour bouger de façon crédible et le script et le décor de la scène doivent être entièrement repensés en deux jours pour qu'elle soit tournée dans les temps.

### Effets spéciaux

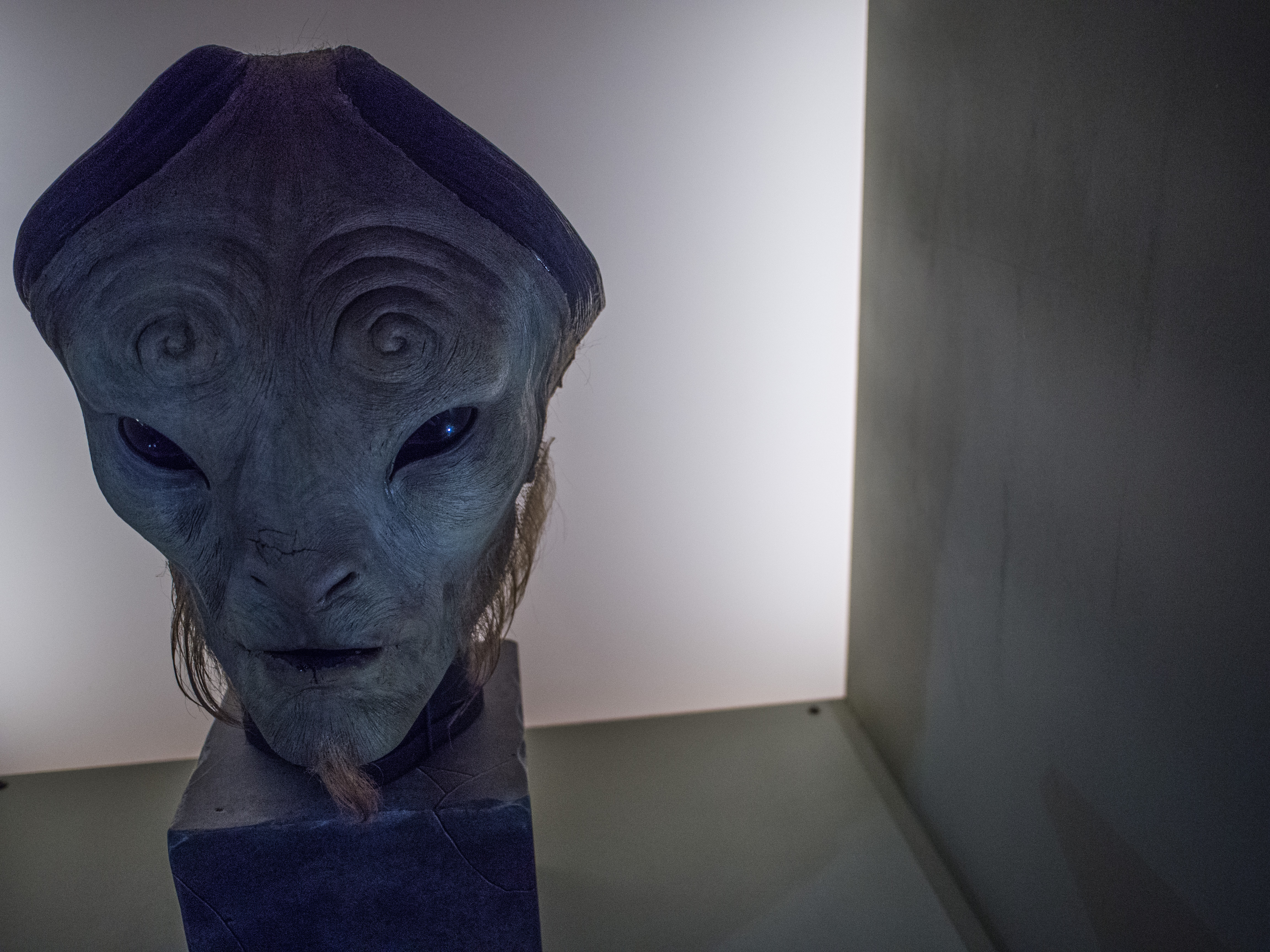
Le visage du faune exposé au Museum of Pop Culture de Seattle.

Le film comporte quelques effets spéciaux numériques (notamment pour les fées qui accompagnent Ofelia dans la tanière de l'homme pâle) mais il utilise surtout des maquillages complexes et l'animatronique. La compagnie Cafe FX réalise les effets numériques alors que la société DDT Efectos Especiales est chargée des maquillages et de l'animatronique. Le crapaud géant est inspiré par celui du film The Maze (1953) de William Cameron Menzies et del Toro réalise lui-même ses bruitages. La racine de mandragore et l'homoncule qu'elle devient est un mélange d'animatronique et d'effets numériques selon les scènes. Del Toro donne aux fées un comportement un peu semblable à celui de petits singes et se base sur l'apparence de celles qu'on entrevoit lors d'une scène d'Hellboy. C'est Cafe FX qui a l'idée de leurs ailes faites de feuilles.
Le costume du faune est fait d'une mousse en latex et il faut cinq heures de maquillage quotidiens pour l'appliquer sur Doug Jones. Deux costumes différents sont d'ailleurs conçus puisque le faune rajeunit à mesure que le film avance. Les cornes sont les dernières parties du costumes à être appliquées. Elles masquent les servomoteurs installés sur le dessus du crâne et dirigés à distance par des opérateurs de DDT Efectos Especiales qui font bouger les oreilles et le museau du faune et cligner ses yeux. La partie inférieure des jambes du faune est placée derrière celle des vraies jambes de l'acteur, qui sont revêtues de collants verts afin d'être effacées en postproduction. Le costume de l'homme pâle, également joué par Jones, évoque un homme autrefois obèse qui aurait maigri très rapidement avec un visage inspiré du ventre d'une raie manta,.

## Musique
La bande originale du film, entièrement structurée autour d'un air de berceuse, est composée par Javier Navarrete et enregistrée par l'Orchestre Philharmonique de Prague sous la direction de Mario Klemens. Elle est sortie le 19 décembre 2006 sous le label Milan. La pochette de l'album est un dessin de Drew Struzan qui n'a pas été retenu pour l'affiche du film.
Elle est nommée pour la 79e cérémonie des Oscars et 50e des Grammy Awards. Elle emporte en 2007 le Prix Ariel qui récompense le cinéma mexicain.

## Accueil

### Sortie
Le film est projeté pour la première fois en compétition officielle du festival de Cannes le 27 mai 2006 et reçoit à cette occasion une standing ovation de 22 minutes. Après avoir été présenté dans plusieurs autres festivals, il sort en Espagne le 11 octobre 2006, puis dans d'autres pays au cours des semaines et des mois suivants.

### Accueil critique
Le film a été accueilli triomphalement par la critique, recueillant 95 % de critiques positives, avec une note moyenne de 8,6⁄10 et sur la base de 233 critiques collectées, sur le site internet Rotten Tomatoes. Il obtient un score de 98⁄100, sur la base de 37 critiques, sur Metacritic. Il figure dans le Top 250 du classement des films de l'Internet Movie Database, basé sur les votes du public, avec une note moyenne de 8,3⁄10. En 2010, le magazine Empire l'a classé en cinquième position des meilleurs films non-anglophones de tous les temps.
En France, les critiques ont également été très bonnes en général, le film obtenant une moyenne de 3,9 étoiles sur 5 pour les critiques de la presse sur le site Allociné. Pour Mathieu Baudou, de Brazil, le film est « une des plus belles choses qui soit arrivé au cinéma cette année » ; Jean-François Rauger, du Monde, évoque un film d'une grande beauté plastique et à l'inventivité sidérante ; Gilles Penso, de L'Écran fantastique, « un conte de fée pour adultes » et « un vivace plaidoyer contre le fascisme » « à la violence d'autant plus insoutenable qu'elle est réaliste » ; David Doukhan, de Mad Movies, « une claque visuelle de tous les instants, une déclaration d'amour au cinéma » ; Yannick Dahan, de Positif, un « chef-d'œuvre émotionnel et viscéral d'une beauté rare », l'« œuvre profondément intime d’un cinéaste qui s’éprend d’imaginaire tout en refusant son idéalisation » ; Alexis Bernier, de Libération, un film magnifique et funèbre, « fable de larmes et de sang dans des décors grandioses » ; Mathieu Carratier, de Première, « un remarquable conte pour adultes », « fable tragique à l'imaginaire exalté et exaltant » ; Julien Welter, de L'Express, « un brillant récit en miroir » « passant de la féerie angoissante à la réalité glaçante du fascisme » et bénéficiant d'une « narration très fluide » ; Aurélien Ferenczi, de Télérama, un « conte noir, fascinant et émouvant, qui milite avec talent pour la puissance cathartique des fables » ; et François-Guillaume Lorrain, du Point, une « maestria visuelle sidérante » et « le plus beau film jamais réalisé sur la guerre d'Espagne ».
Parmi les rares critiques négatives, pour Hervé Aubron, des Cahiers du cinéma, del Toro impose et superpose les carcans de la reconstitution historique et du conte ; Michel Rebichon, de Studio magazine, évoque un film qui « a du mal à convaincre, tant les va-et-vient entre réel et fiction sont bancals, explicatifs et redondants » avec un bestiaire qui « frise souvent le grand-guignol » et des « décors très carton-pâte » ; et Patrice Blouin, des Inrockuptibles, estime que le mélange entre politique et merveilleux ne prend pas et que le film manque de poésie.
En Belgique, Fabienne Bradfer, du Soir, évoque une « œuvre dense et inoubliable », « mélange réussi de scènes réalistes terrifiantes (notamment avec Sergi Lopez) et d'échappées fantastiques », tournée avec « une réelle élégance et une vraie maîtrise ».

### Box-office
Il rapporte 83 258 226 $ au box-office mondial (dont 37 634 615 $ aux États-Unis et au Canada), ce qui représente un succès commercial comparativement à son budget. Il réalise 415 740 entrées en France, 53 198 en Belgique et 27 309 en Suisse, et dépasse le million d'entrées en Espagne (1 650 227).
| Pays         | Box-office   | Pays     | Box-office  | Pays             | Box-office |
| ------------ | ------------ | -------- | ----------- | ---------------- | ---------- |
| +            | 37 634 615 $ | Grèce    | 1 159 900 $ | Turquie          | 637 657 $  |
| Espagne      | 11 774 227 $ | Russie   | 884 029 $   | Nouvelle-Zélande | 524 557 $  |
| Mexique      | 6 883 588 $  | Italie   | 864 082 $   | Finlande         | 500 455 $  |
| Royaume-Uni  | 5 556 152 $  | Pologne  | 838 086 $   | Autriche         | 346 718 $  |
| Corée du Sud | 2 897 045 $  | Japon    | 797 642 $   | Norvège          | 335 592 $  |
| France       | 2 411 020 $  | Danemark | 784 428 $   | Taïwan           | 335 379 $  |
| Allemagne    | 2 294 316 $  | Pays-Bas | 721 198 $   | Colombie         | 302 565 $  |
| Australie    | 1 907 570 $  | Suède    | 673 999 $   | Belgique         | 283 639 $  |

## Distinctions
Le Labyrinthe de Pan a reçu de nombreuses récompenses. Lors de la 79e Cérémonie des Oscars, il a remporté trois prix (sur six nominations) pour la meilleure photographie, les meilleurs décors et le meilleur maquillage. Il a également été récompensé trois fois (pour huit nominations) à la 60e cérémonie des BAFTA Awards. Il a remporté notamment aussi le prix Hugo du meilleur long métrage, sept prix Goya (qui récompensent les films espagnols) et neuf prix Ariel (qui récompensent les films mexicains).
Voici un tableau récapitulant les principales récompenses et nominations obtenues par le film. Pour une liste plus complète, se référer à l'Internet Movie Database.

### Récompenses
| Année                     | Cérémonie ou récompense                         | Prix                                                                   | Lauréat(e)(s) |
| ------------------------- | ----------------------------------------------- | ---------------------------------------------------------------------- | ------------- |
| 2006                      |                                                 |                                                                        |               |
| Satellite Awards          | Meilleur film d'animation ou mixte              |                                                                        |               |
| Camerimage                | Grenouille d'or                                 | Guillermo Navarro                                                      |               |
| 2007                      |                                                 |                                                                        |               |
| Oscars du cinéma          | Meilleure photographie                          | Guillermo Navarro                                                      |               |
| Oscars du cinéma          | Meilleurs décors                                | Eugenio Caballero et Pilar Revuelta                                    |               |
| Oscars du cinéma          | Meilleur maquillage                             | David Martí et Montse Ribé                                             |               |
| BAFTA Awards              | Meilleur film en langue étrangère               |                                                                        |               |
| BAFTA Awards              | Meilleurs costumes                              | Lala Huete                                                             |               |
| BAFTA Awards              | Meilleurs maquillages et coiffures              | José Quetglás et Blanca Sánchez                                        |               |
| Prix Goya                 | Meilleur scénario original                      | Guillermo del Toro                                                     |               |
| Prix Goya                 | Meilleur espoir féminin                         | Ivana Baquero                                                          |               |
| Prix Goya                 | Meilleurs effets spéciaux                       | Reyes Abades, Everett Burrell, Edward Irastorza et Emilio Ruiz del Río |               |
| Prix Goya                 | Meilleure photographie                          | Guillermo Navarro                                                      |               |
| Prix Goya                 | Meilleur montage                                | Bernat Vilaplana                                                       |               |
| Prix Goya                 | Meilleur son                                    | Miguel Ángel Polo et Martín Hernández                                  |               |
| Prix Goya                 | Meilleurs maquillages et coiffures              | José Quetglás et Blanca Sánchez                                        |               |
| Prix Hugo                 | Meilleur long métrage                           |                                                                        |               |
| Saturn Awards             | Meilleur film international                     |                                                                        |               |
| Saturn Awards             | Meilleure jeune actrice                         | Ivana Baquero                                                          |               |
| Premio Ariel              | Meilleur film                                   |                                                                        |               |
| Premio Ariel              | Meilleure actrice                               | Maribel Verdú                                                          |               |
| Premio Ariel              | Meilleur réalisateur                            | Guillermo del Toro                                                     |               |
| Premio Ariel              | Meilleure musique originale                     | Javier Navarrete                                                       |               |
| Premio Ariel              | Meilleure photographie                          | Guillermo Navarro                                                      |               |
| Premio Ariel              | Meilleurs décors                                | Eugenio Caballero, Ramón Moya et Pilar Revuelta                        |               |
| Premio Ariel              | Meilleurs costumes                              | Lala Huete                                                             |               |
| Premio Ariel              | Meilleurs effets spéciaux                       | Reyes Abades, Ángel Alonso, David Martí et Montse Ribé                 |               |
| Premio Ariel              | Meilleur maquillage                             | José Quetglás et Blanca Sánchez                                        |               |
| Empire Awards             | Meilleur film fantastique ou de science-fiction |                                                                        |               |
| Fantasporto               | Meilleur film                                   |                                                                        |               |
| Fantasporto               | Meilleur acteur                                 | Sergi López                                                            |               |
| Independent Spirit Awards | Meilleure photographie                          | Guillermo Navarro                                                      |               |
| Prix Sant Jordi du cinéma | Meilleur film espagnol                          |                                                                        |               |
| NSFC Awards               | Meilleur film                                   |                                                                        |               |

### Nominations
| Année                          | Cérémonie ou récompense             | Prix                                                          | Nommé(e)(s) |
| ------------------------------ | ----------------------------------- | ------------------------------------------------------------- | ----------- |
| 2006                           |                                     |                                                               |             |
| Festival de Cannes             | Palme d'or                          |                                                               |             |
| Satellite Awards               | Meilleurs décors                    | Eugenio Caballero                                             |             |
| Satellite Awards               | Meilleurs effets spéciaux           | Everett Burrell et Edward Irastorza                           |             |
| 2007                           |                                     |                                                               |             |
| Oscars du cinéma               | Meilleur film en langue étrangère   |                                                               |             |
| Oscars du cinéma               | Meilleur scénario original          | Guillermo del Toro                                            |             |
| Oscars du cinéma               | Meilleure musique                   | Javier Navarrete                                              |             |
| Golden Globes                  | Meilleur film étranger              |                                                               |             |
| BAFTA Awards                   | Meilleur scénario original          | Guillermo del Toro                                            |             |
| BAFTA Awards                   | Meilleure photographie              | Guillermo Navarro                                             |             |
| BAFTA Awards                   | Meilleurs décors                    | Eugenio Caballero et Pilar Revuelta                           |             |
| BAFTA Awards                   | Meilleur son                        | Miguel Ángel Polo, Jaime Baksht et Martín Hernández           |             |
| BAFTA Awards                   | Meilleurs effets visuels            | Everett Burrell, Edward Irastorza, David Martí et Montse Ribé |             |
| Prix Goya                      | Meilleur film                       |                                                               |             |
| Prix Goya                      | Meilleur acteur                     | Sergi López                                                   |             |
| Prix Goya                      | Meilleure actrice                   | Maribel Verdú                                                 |             |
| Prix Goya                      | Meilleur réalisateur                | Guillermo del Toro                                            |             |
| Prix Goya                      | Meilleure musique originale         | Javier Navarrete                                              |             |
| Prix Goya                      | Meilleurs décors                    | Eugenio Caballero                                             |             |
| Union de la critique de cinéma | Grand Prix                          |                                                               |             |
| Saturn Awards                  | Meilleur réalisateur                | Guillermo del Toro                                            |             |
| Saturn Awards                  | Meilleur scénario                   | Guillermo del Toro                                            |             |
| Saturn Awards                  | Meilleur acteur dans un second rôle | Sergi López                                                   |             |
| Saturn Awards                  | Meilleur maquillage                 | David Martí et Montse Ribé                                    |             |
| Premio Ariel                   | Meilleur acteur dans un second rôle | Álex Angulo                                                   |             |
| Premio Ariel                   | Meilleur montage                    | Bernat Vilaplana                                              |             |
| Premio Ariel                   | Meilleur son                        | Miguel Ángel Polo, Jaime Baksht et Martín Hernández           |             |
| Empire Awards                  | Meilleur film                       |                                                               |             |
| Empire Awards                  | Meilleur réalisateur                | Guillermo del Toro                                            |             |
| Critics Choice Awards          | Meilleur film étranger              |                                                               |             |
| Critics Choice Awards          | Meilleure jeune actrice             | Ivana Baquero                                                 |             |
| Independent Spirit Awards      | Meilleur film                       |                                                               |             |
| NSFC Awards                    | Meilleur réalisateur                | Guillermo del Toro                                            |             |
| NSFC Awards                    | Meilleure photographie              | Guillermo Navarro                                             |             |

## Analyse

### Sources d'inspiration
Selon Guillermo del Toro, les thèmes principaux du film sont le choix et la désobéissance. Il affirme que le film possède une forte connexion avec L'Échine du Diable et devrait être vu comme une suite informelle traitant de quelques-uns des problèmes qui y sont abordés. D'autres sources d'inspiration sont Alice au pays des merveilles de Lewis Carroll, les Ficciones de Jorge Luis Borges, Le Grand Dieu Pan et The White People d'Arthur Machen, La Petite Fille aux allumettes de Hans Christian Andersen, Le Magicien d'Oz de L. Frank Baum, The Blessing of Pan de Lord Dunsany, les Livres de Sang de Clive Barker, le Jardin de Pan d'Algernon Blackwood, Le Monde de Narnia de C. S. Lewis. ainsi que l'œuvre de Francisco Goya et les illustrations d'Arthur Rackham,.

### Monde réel des adultes, monde fantastique de l'enfance
Guillermo Navarro explique que le film est très connoté politiquement mais qu'en « créant des intrigues parallèles dans un monde fantastique et dans le monde réel, nous pouvons parler de politique sans que cela soit ressenti comme un pamphlet ». Il ajoute aussi qu'à mesure que le film avance, le public doit s'interroger de plus en plus sur la réalité du monde féerique, « Existe-t-il vraiment ou seulement dans l'imagination d'Ofelia ? ». À propos de la fin ambiguë du film, del Toro affirme que, pour lui, le monde féérique souterrain est bien réel et non un fantasme d'Ofelia.
Les couleurs sont beaucoup travaillées afin d'établir le contraste entre le monde réel et le monde imaginaire. Les scènes se situant dans le royaume féerique ont des couleurs chaudes, rouges et dorées alors que les couleurs froides, bleues et grises dominent dans le monde réel. Mais, à partir de la moitié du film, le monde imaginaire commence à influencer le réel et des scènes et des objets des deux mondes se répondent les unes aux autres. Ainsi, la scène de la salle de festin où est attablé l'homme pâle évoque celle du repas organisé par Vidal pour les dignitaires locaux. L'homme pâle, placé comme Vidal en bout de table avec la cheminée derrière lui, représente une institution sans visage telle que le fascisme ou la religion. Deux clefs et deux poignards jouent aussi un rôle important dans les deux mondes. Yannick Dahan, de Positif, insiste sur cette dualité entre réalité et imaginaire, affirmant que « chaque personnage, chaque drame, chaque situation de la réalité a son pendant dans l'imaginaire ». Cette confrontation « entre une réalité déliquescente et un imaginaire fantasque » renvoie l'Espagne « à la schizophrénie et à l'aveuglement suscités par les pages sombres de son histoire franquiste ». Par son innocence, Ofelia est la « seule passerelle entre ces mondes », elle seule pouvant les réconcilier. Elle est néanmoins forcée de choisir, dilemme qui « concentre les enjeux thématiques du récit ». L'imaginaire apparaît comme la seule défense de l'homme contre lui-même, la « seule alternative aux errances séculaires de l'être humain », bien que cette alternative puisse être « aussi dangereuse et cruelle que la réalité », ainsi qu'un témoignage du « pouvoir de l'innocence et de sa destruction aveugle ». Le film est une « déclaration d'amour » à l'imaginaire, dont le monde a oublié la nécessité.

## Sortie vidéo
Sur le marché vidéo, Le Labyrinthe de Pan est sorti en DVD en édition simple le 15 mai 2007 en région 1 et le 3 juillet 2007 en région 2. Elle comprend le commentaire audio du film par Guillermo del Toro. Une édition spéciale double DVD est sortie le même jour et comprend un disque de bonus, dont le making-of du film d'une durée de 45 minutes, des interviews du réalisateur et des acteurs, et des documentaires sur les décors et les effets spéciaux. Une « édition ultime » en coffret triple DVD inclut un disque supplémentaire de bonus, dont un entretien entre del Toro et Guillermo Navarro, des analyses des thèmes du film et de ses liens avec les contes de fées par le réalisateur ainsi qu'une présentation de son carnet de notes.
La version en disque Blu-ray est sortie le 26 décembre 2007 en région 1 et le 15 avril 2009 en région 2. Elle comporte les mêmes bonus que « l'édition ultime » en DVD. Une édition du film en HD DVD est également sortie en décembre 2007 et demeure le seul HD DVD à avoir été distribué par New Line Cinema avant que la compagnie ne décide de distribuer exclusivement des disques Blu-ray.